# ソラリス・トロリーノ
| 左写真：トロリーノ12（ポーランド：グディニャ）（2018年撮影）右写真：トロリーノ18（ポーランド：ルブリン）（2014年撮影）  |  | 左写真：トロリーノ12（ポーランド：グディニャ）（2018年撮影）右写真：トロリーノ18（ポーランド：ルブリン）（2014年撮影） |
| 左写真：トロリーノ12（ポーランド：グディニャ）（2018年撮影） 右写真：トロリーノ18（ポーランド：ルブリン）（2014年撮影） |  | |

トロリーノ（Trollino）は、ポーランドの車両メーカーであるソラリス（Solaris）が展開するトロリーバス車両。連節式車両や3軸車両といった多数のラインナップを有しており、2001年以降ポーランドを始め世界各国への導入が行われている。

## 開発までの経緯
1990年代、ポーランド各地のトロリーバスには車両メーカーであるイェルチ製の車体を用いたトロリーバス車両が導入されていたが、これらの車両は乗降扉付近にステップが存在する高床式車両であり、バリアフリーの面からステップが存在しないノンステップ車両が求められるようになっていた。それに合わせ、1998年から1999年にかけてノンステップバスの車体を用いた試作車の「M121E」が製造され、搭載された電機子チョッパ制御装置と共に、今後のノンステップ車両製造に関するノウハウが獲得された。
その後、グディニャでトロリーバスの製造を実施していたトロバス（TROBUS）は、バスメーカーのソラリスが展開するノンステップバスの「ウルビーノ」（Urbino）の車体と、前述した電機子チョッパ制御（IGBT素子）に対応した電気機器を組み合わせた全長12 mの2軸トロリーバスを製造し、グディニャ市内で運行するトロリーバス（グディニャ・トロリーバス）へ納入した。そして2001年3月11日の営業運転開始に合わせ、この車両は「トロリーバス（Trolejbus）」と「ウルビーノ（Urbino）」を組み合わせた「トロリーノ（Trollino）」と名付けられた。

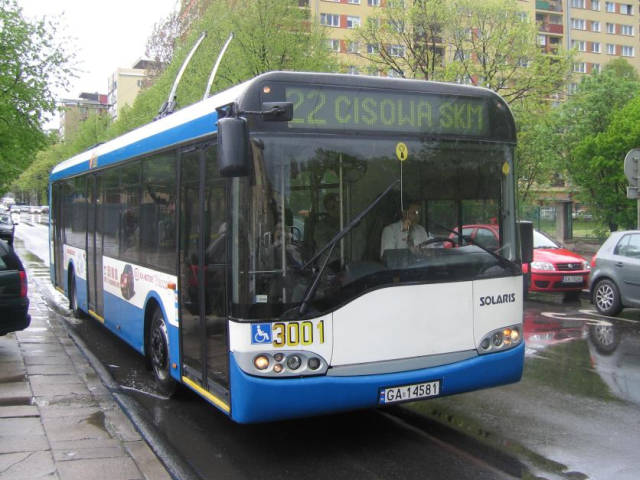
最初に製造された試作車（ポーランド：グディニャ）（2007年撮影）

## 概要
前述の通り、トロリーノの車体はソラリスが展開する「ウルビーノ」と同型の車体やシャーシが用いられている。そのため、「ウルビーノ」のモデルチェンジに応じて車体デザインの変更も実施されており、当初製造された「第1世代（I generacja）」から2002年には「第2世代（II generacja）」、2006年からは「第3世代（III generacja）」、2018年からは「第4世代（IV generacja）」と呼ばれるデザインへ順次移行している。また、流線形の車体形状を有する「メトロスタイル（Metrostyle）」の展開も行われている。床上高さは最小で320 mm（乗降扉付近）に抑えられている他、乗降扉側にはニーリング機構が備わっており停車時に床上高さを下げる事が出来る。
主電動機を始めとした電気機器については、他の事業者・企業との連携や発注先の要望に応じて、ポーランド国内外の各企業によって生産されたものが用いられている。そのうちチェコのシュコダ・エレクトリックによって生産された電気機器を用いる車両については、ソラリスによる「トロリーノ」ブランドでの展開と並行し、シュコダ・エレクトリックによる展開も実施されている。
また、停電など緊急時の走行や、架線が無い区間でも長距離走行が可能なよう補助電源を搭載する事も可能であり、ディーゼルエンジンや充電池（リチウムイオン充電池）、水素燃料電池といった採用例が存在する。

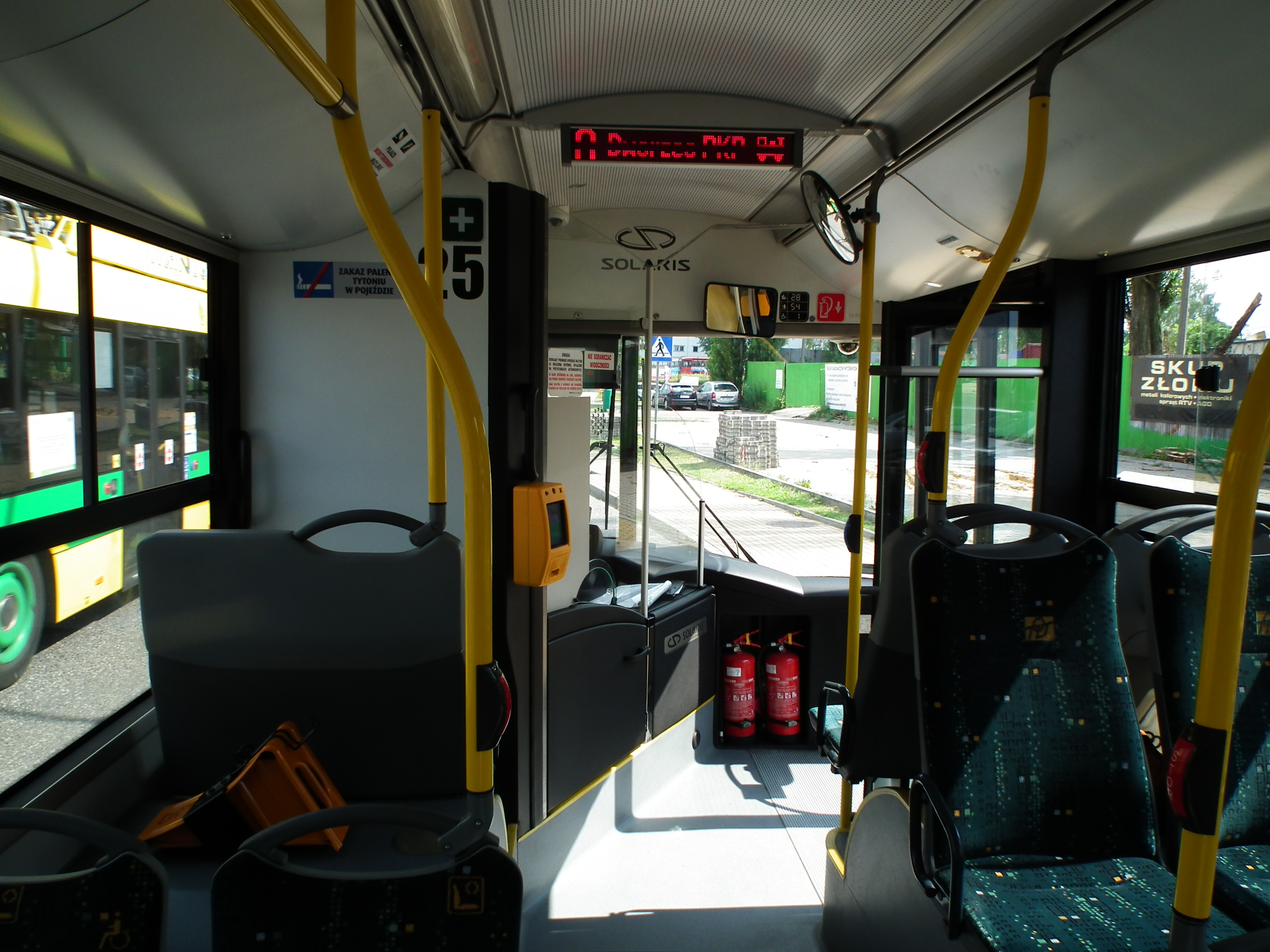
車内（ポーランド：ティヒ）
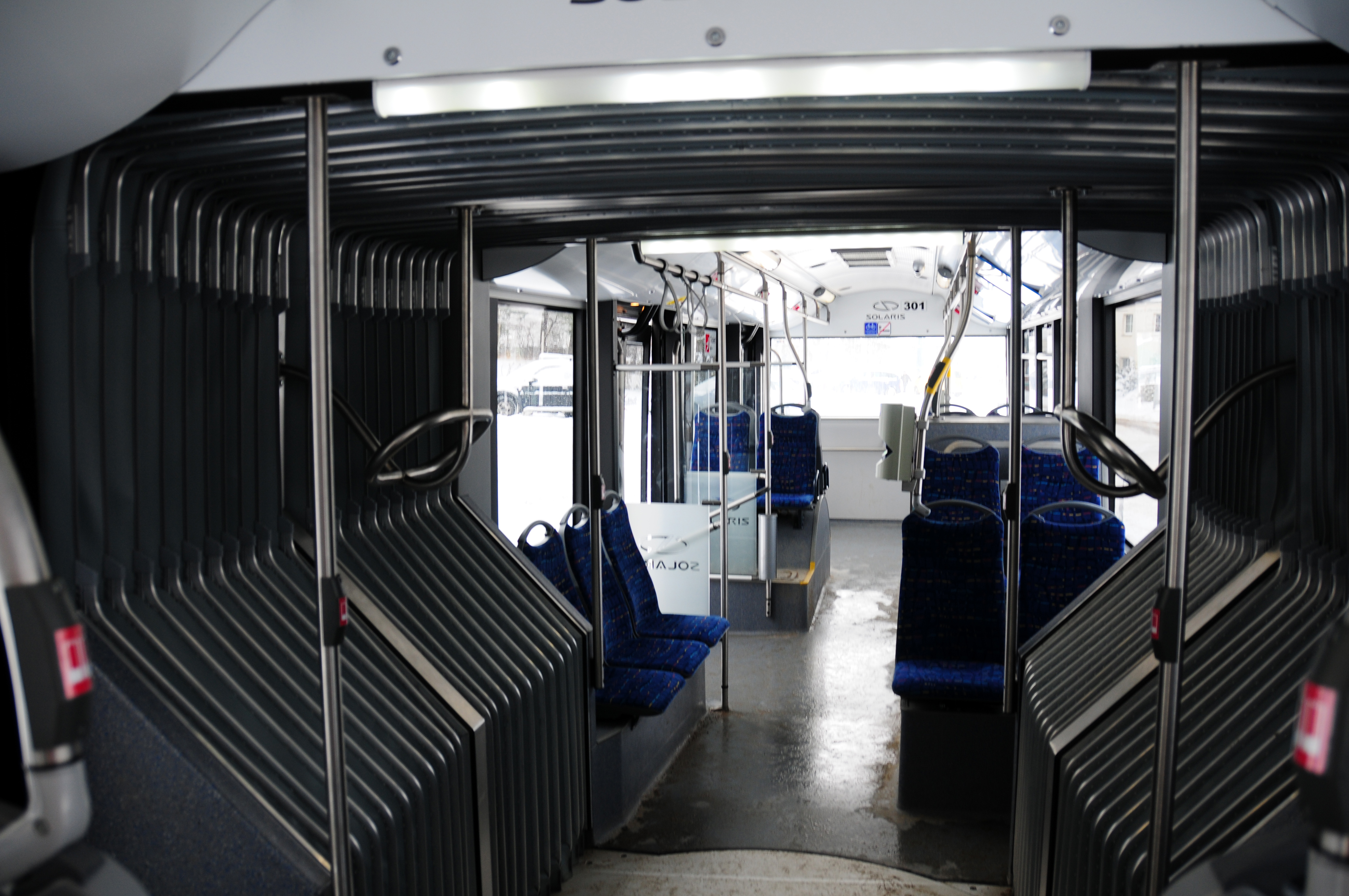
車内（ドイツ：エーベルスヴァルデ）
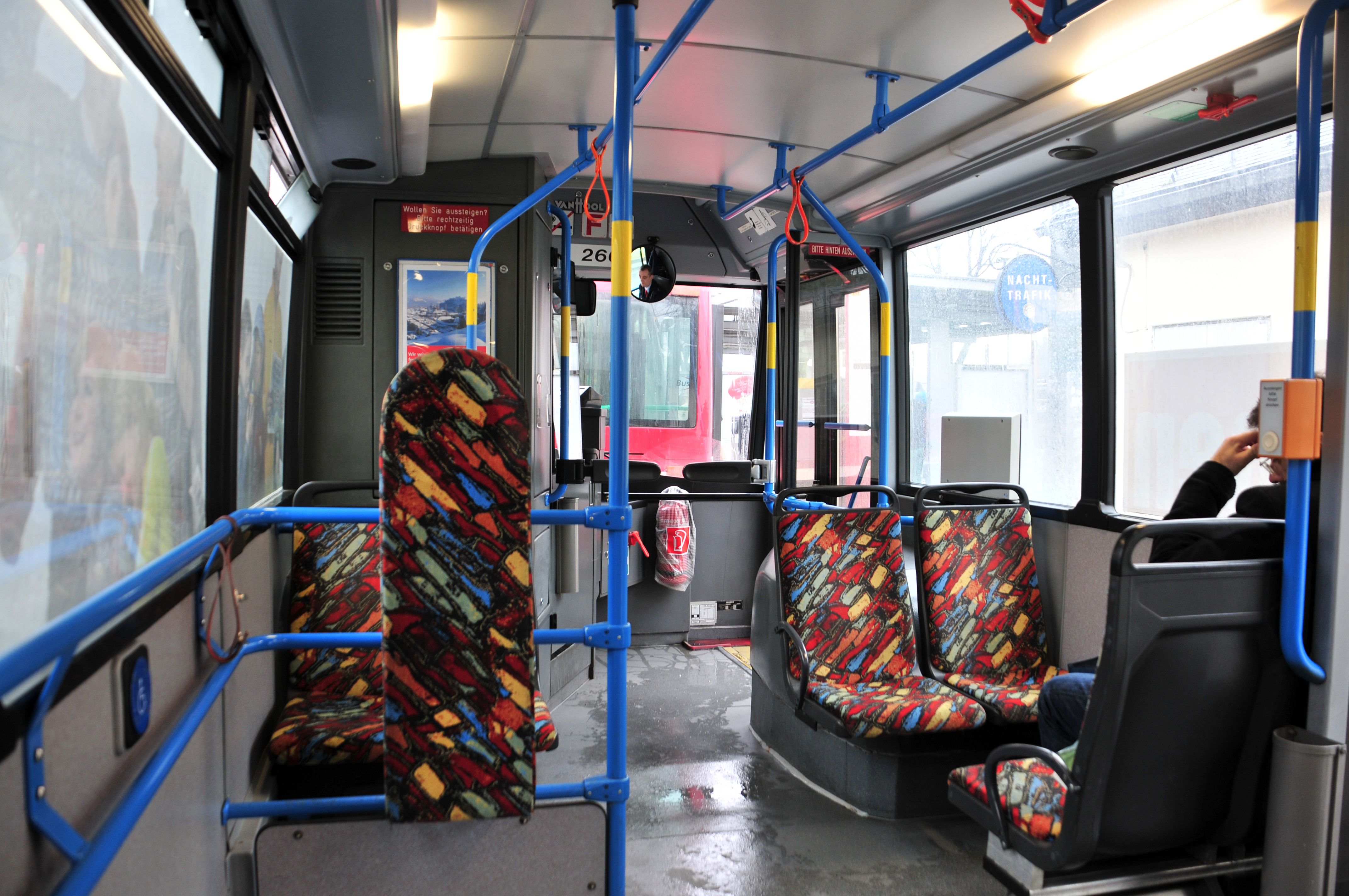
車内（オーストリア：ザルツブルク）

## 車種
2025年現在、生産が終了したものを含めて「トロリーノ」は以下の車種が開発・展開されている。
- トロリーノ12（Trollino 12）  - 全長12 m級の車種。
- トロリーノ15（Trollino 15）  - 全長15 m級の3軸車両。2018年に生産終了[13]。
- トロリーノ18（Trollino 18） - 全長18 m級の連節式車両。
- トロリーノ24（チェコ語版）（Trollino 24） - 全長24 m級の二連節式車両。

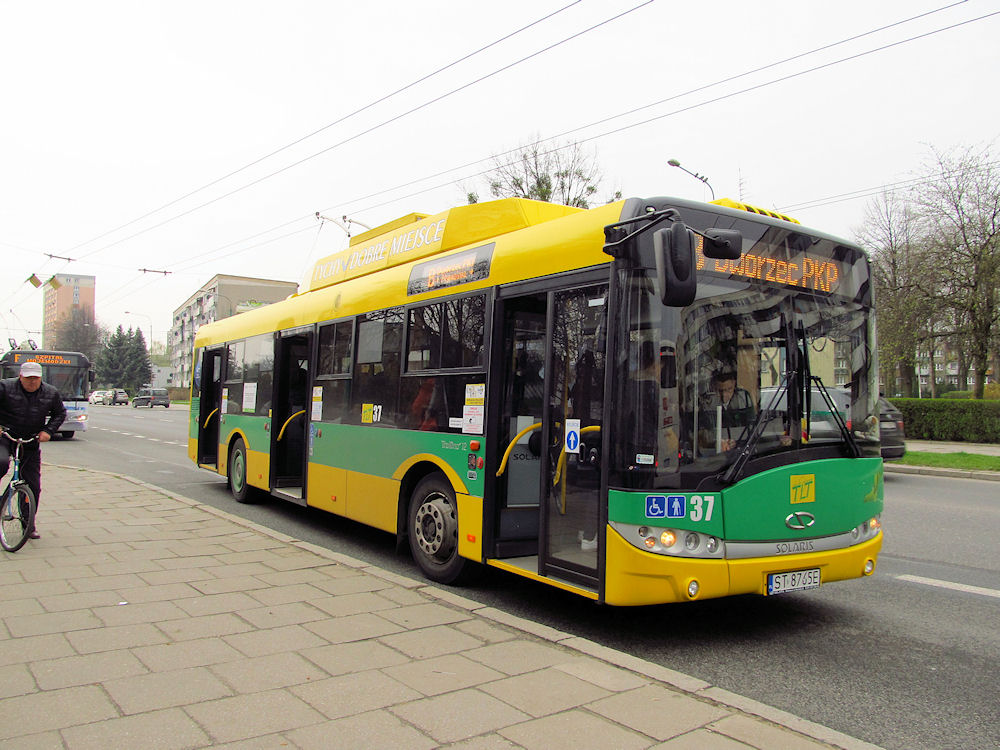
トロリーノ12（ポーランド：ティヒ）
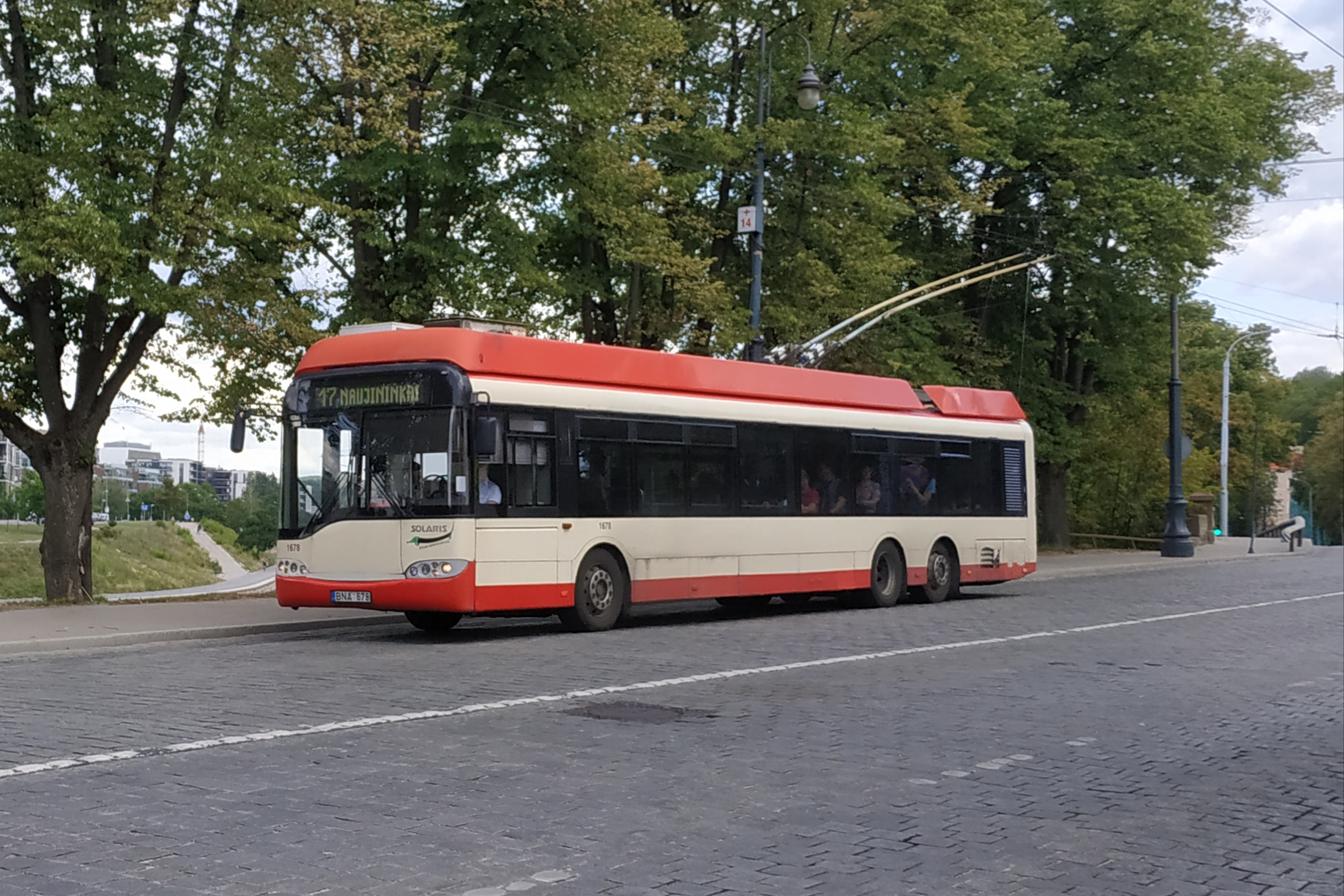
トロリーノ15（リトアニア：ヴィリニュス）
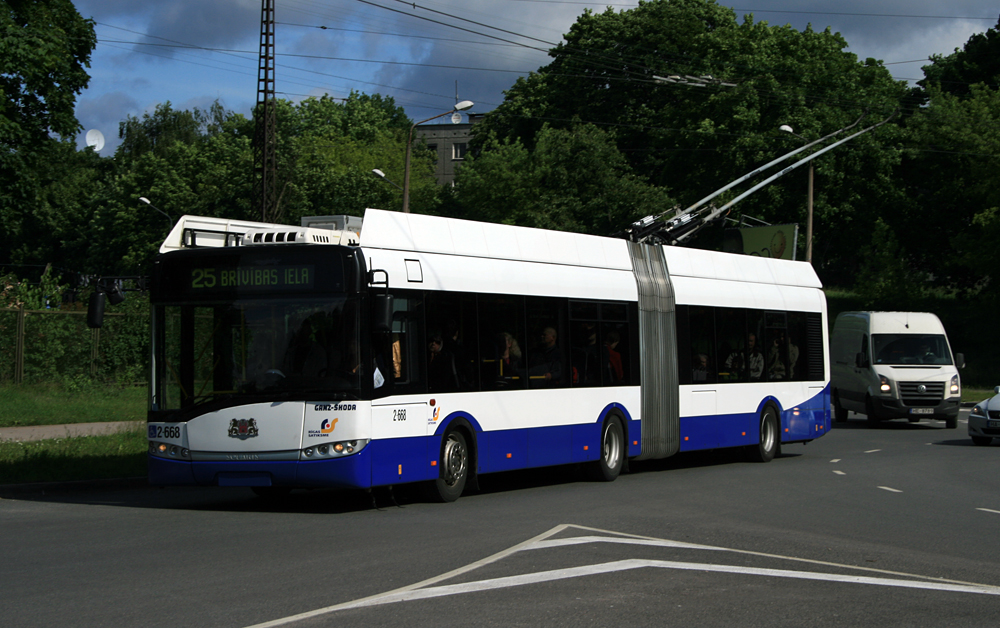
トロリーノ18（ラトビア：リガ）
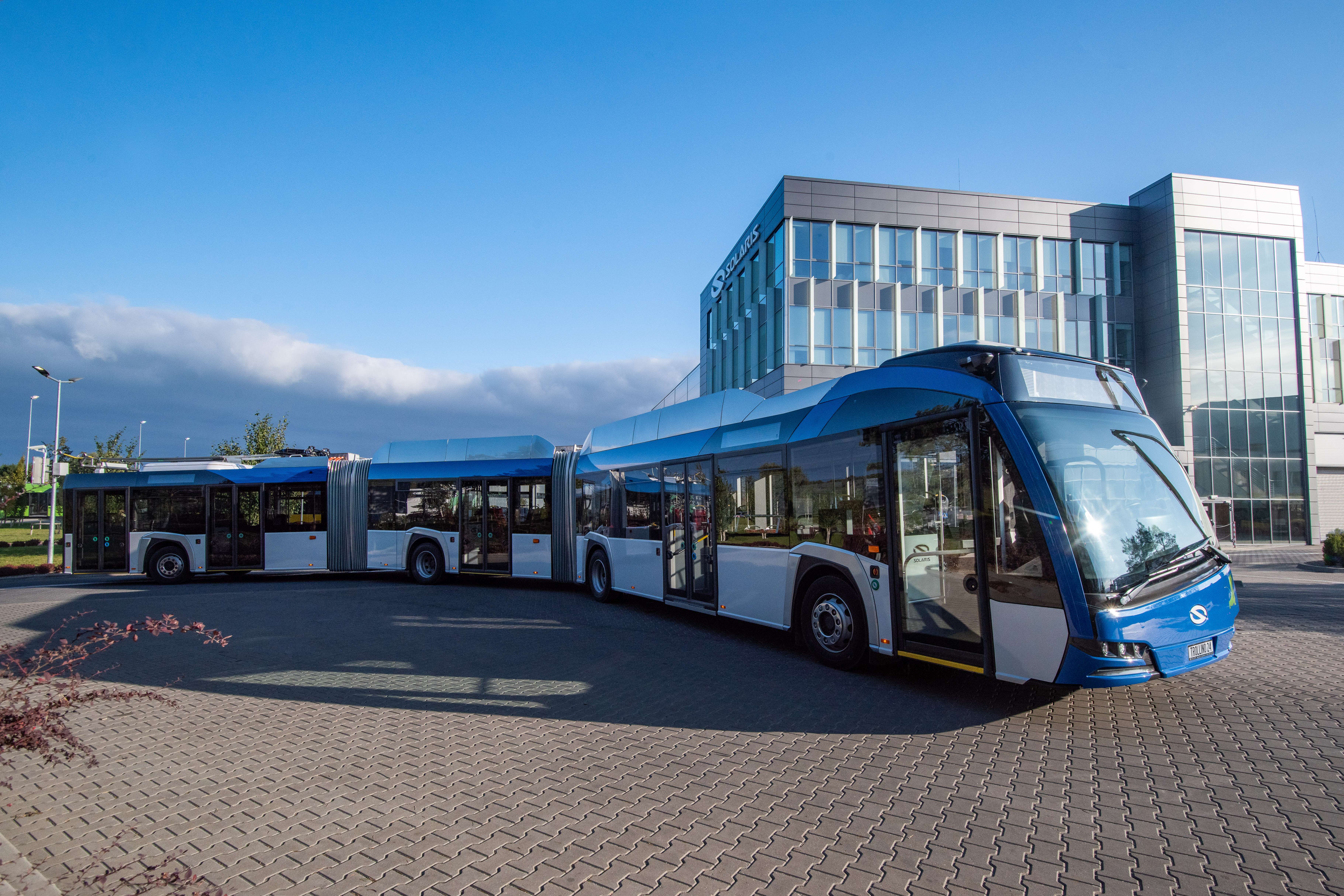
トロリーノ24（試作車）

## 参考資料
- TTS Technika Transportu Szynowego (Instytut Naukowo-Wydawniczy "TTS" Sp. z o.o).
  - Marcin Połom; Bohdan Turżański (April 2011). Doświadczenia Solaris Bus & Coach w produkcji trolejbusów. pp. 42-49 2025年4月9日閲覧。.
  - Zbigniew Rusak (9/2014). Solaris Urbino – 15 lat rynkowego sukcesu (1). pp. 12-22.  オリジナルの2018-03-25時点におけるアーカイブ。 2025年4月9日閲覧。.
  - Marcin Połom; Bohdan Turżański; Mikołaj Bartłomiejczyk (April 2015). Produkcja i sprzedaż trolejbusów Solaris Trollino w latach 2011–2014. pp. 8-12 2025年4月9日閲覧。.
  - Marcin Połom; Bohdan Turżański (2019-9) (PDF). Produkcja i sprzedaż trolejbusów marki Solaris w latach 2015–2018. pp. 7-13 2025年4月9日閲覧。.
- Martin Harák (2015-11-10). České trolejbusy historie a současnost, typy, technika, provoz. Praha: Grada Publishing a.s.. ISBN 978-80-247-5552-6